# Joods Historisch Museum

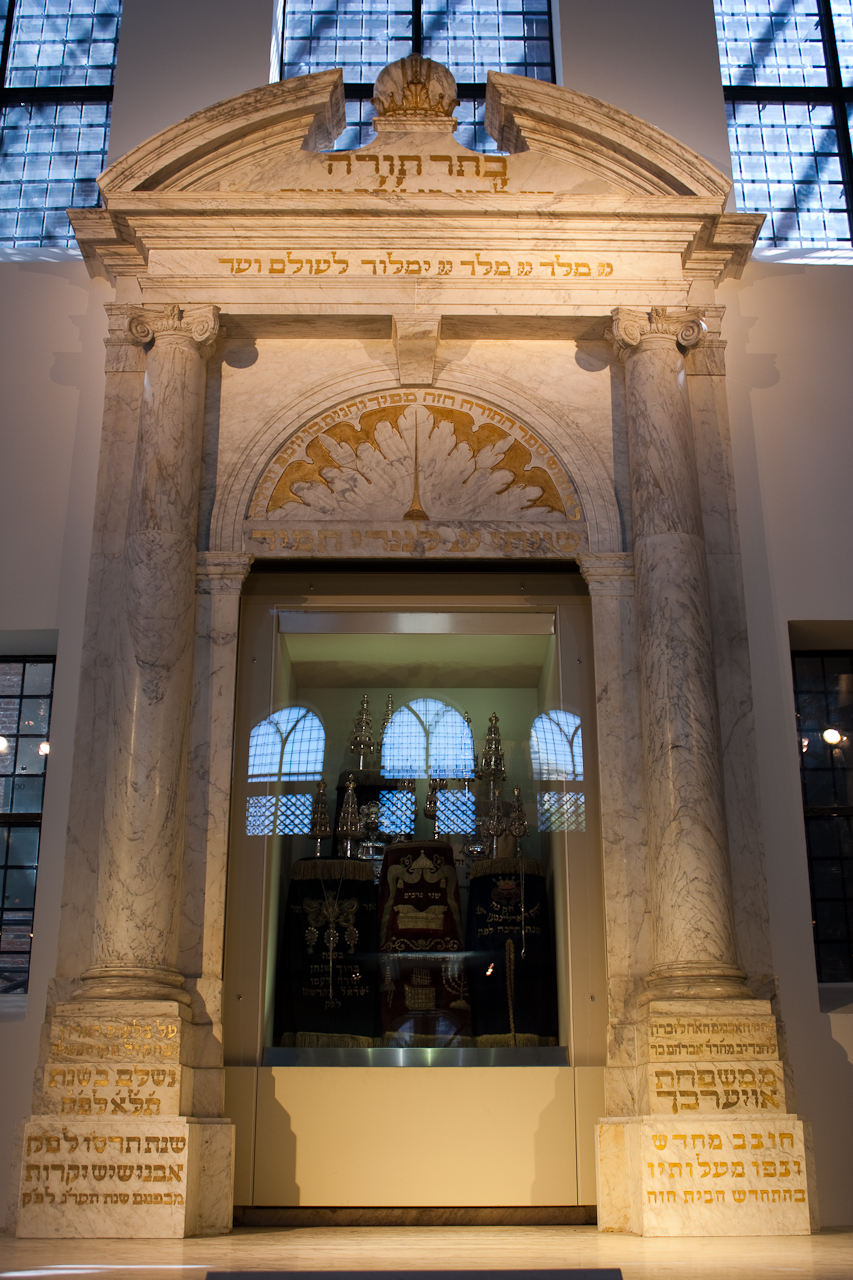
Joods Historisch Museum: L'arca santa della Grote Synagoge

Lo Joods Historisch Museum ("Museo Storico Ebraico") è un museo di Amsterdam, nei Paesi Bassi dedicato alla storia, alla cultura e alla religione del popolo ebraico. È l'unico museo sull'Ebraismo del paese, il più importante al di fuori di Israele.
Il museo è ospitato dal 1987 in quattro sinagoghe costruite dagli ebrei ashkenaziti tra la seconda metà del XVII e la metà del XVIII secolo, abbandonate durante la seconda guerra mondiale, restaurate negli anni settanta-ottanta e collegate tra loro attraverso passaggi pedonali in vetro. Si tratta della Grote Sjoel o Grote Synagoge  ("Grande Sinagoga", la più antica della città, costruita nel 1670-1671 su progetto dell'architetto Elias Bouman), dell'Obbene Sjoel ("Sinagoga Superiore", risalente al 1686), della Dritt Sjoel ("La Terza Sinagoga", eretta nel 1700) e dalla Neie Sjoel o Nieuwe Synagoge ("La Nuova Sinagoga", costruita nel 1752 e il cui progetto è attribuito a G.F. Maybaum).
In precedenza (dal 1932 al 1940 e dal 1955 al 1987), il museo era ubicato nella Waag, l'ex-pesa pubblica in Nieuwmarkt. Parte della collezione trovò inoltre temporaneamente posto, tra il 1939 e il 1943, nello Stedelijk Museum.

## Ubicazione
Il museo si trova in Jonas Daniël Meijerplein, nei pressi di Waterlooplein, in quello che era un tempo il Quartiere Ebraico (situato nella zona della città chiamata Oude Zijde), nei pressi della Sinagoga portoghese.

## Caratteristiche

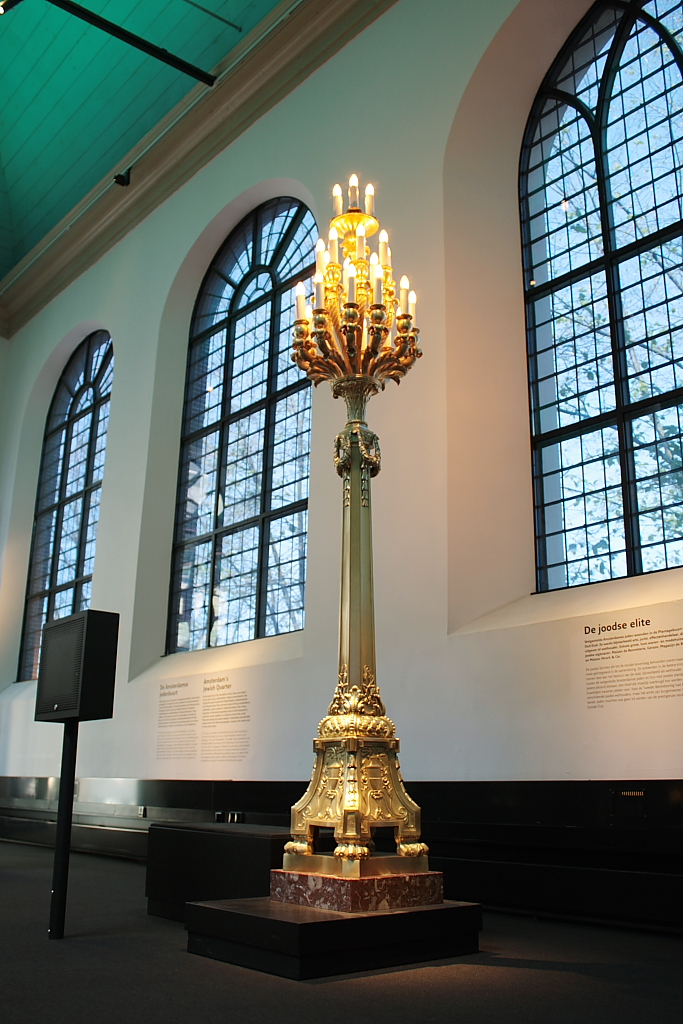
Interni dello Joods Historisch Museum

Il museo illustra i vari aspetti della cultura ebraica: dalla religione e le feste rituali, alla vita sociale ed economica. Vi sono sezioni dedicate, tra l'altro, ad Israele e al sionismo, alla persecuzione, all'olocausto, al ruolo (specie economico) degli Ebrei nei Paesi Bassi, alla filosofia giudaica, ecc. e una sezione, il Kindermuseum, dedicata ai bambini.
Il museo ospita anche una biblioteca (ubicata nell'Obbene Sjoel), dove è disponibile, oltre al materiale cartaceo, anche del materiale audiovisivo, e un ristorante-caffè, dove vengono serviti piatti rigorosamente kosher.
Gli oggetti attualmente esposti sono circa 50.000 e vi sono numerosi oggetti di culto quali baldacchini, veli, menorah, tende, oltre a pezzi di argenteria, dipinti e altro ancora. Sono anche esposti i documenti falsi che venivano utilizzati dagli Ebrei nel tentativo di sfuggire alle deportazioni naziste.
Tra i pezzi "forti" della collezione permanente, figurano, tra l'altro, un'arca santa in legno del 1791, il manoscritto miniato dell'Haggadah redatto nel 1734 dallo scriba Giuseppe di Leibnik e i dipinti autobiografici di Charlotte Salomon, morta a 26 anni ad Auschwitz nel 1943.

## Storia

### Il vecchio museo
La storia del museo ebbe inizio il 23 maggio 1930 con la nascita della fondazione Joods Historisch Museum. Il museo venne quindi inaugurato il 24 febbraio 1932 nell'edificio dell'antica pesa pubblica (Waag) in Nieuwmarkt. Il numero di oggetti esposti era inizialmente di 355, ma raddoppiarono nel giro di cinque anni.
Durante l'occupazione nazista il museo venne chiuso nel 1940, ma nel frattempo, tra il 1939 e il 1943, circa 600 degli oggetti esposti vennero trasferiti allo Stedelijk Museum nel tentativo di salvare la collezione. Molti pezzi della collezione furono però saccheggiati dai nazisti il 23 aprile 1943 e trasferiti all'Istituto di Studi Ebraici di Francoforte sul Meno e, per questo motivo, gran parte della stessa andò perduta e meno del 25% della collezione originaria venne recuperata dopo il conflitto, altri furono aggiunti grazie a donazioni private: così, il 14 luglio 1955 il museo poté riaprire i battenti alla presenza del premier Willem Drees.
A partire dal 1975, il museo, che da quel momento iniziò ad occupare due piani della Waag, fu fornito anche di una mediateca.

### Il nuovo museo
Nel 1987, il museo fu trasferito dalla Waag alla sede attuale: l'inaugurazione avvenne il 4 maggio alla presenza della regina Beatrice.
Le quattro sinagoghe che lo ospitano, saccheggiate durante la seconda guerra mondiale e rimaste inutilizzate dal 1943, erano state donate negli anni cinquanta dalla comunità ebraica alla città di Amsterdam, che, tra anni settanta e gli anni ottanta, compì una costosissima opera di restauro. Furono collegate tra loro tramite passaggi in vetro e strutture metalliche.
Nel 1989, il museo ha avuto un importante riconoscimento, assicurandosi il Council of Europe Museum Prize, per il lavoro di architettura moderna adattato ad architetture più antiche.
Tra il 2004 e il 2007, il museo ha subito un'opera di restauro, mentre nel 2006 vi è stato un ampliamento con una sezione rivolta ai bambini, chiamata Kindermuseum.